# Heinrich Göppert

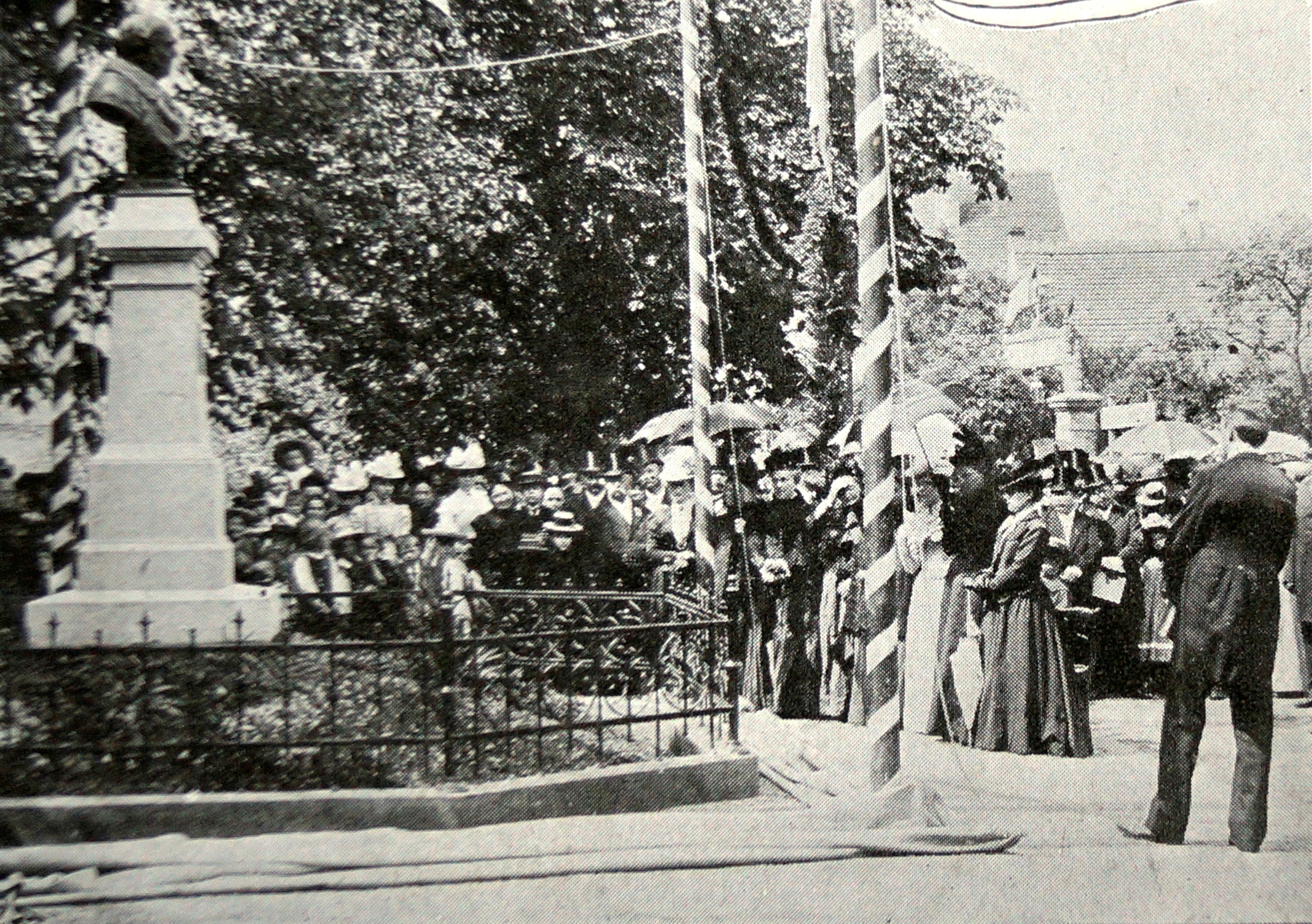
Odsłonięcie pomnika Göpperta w Szprotawie 1 lipca 1900 roku

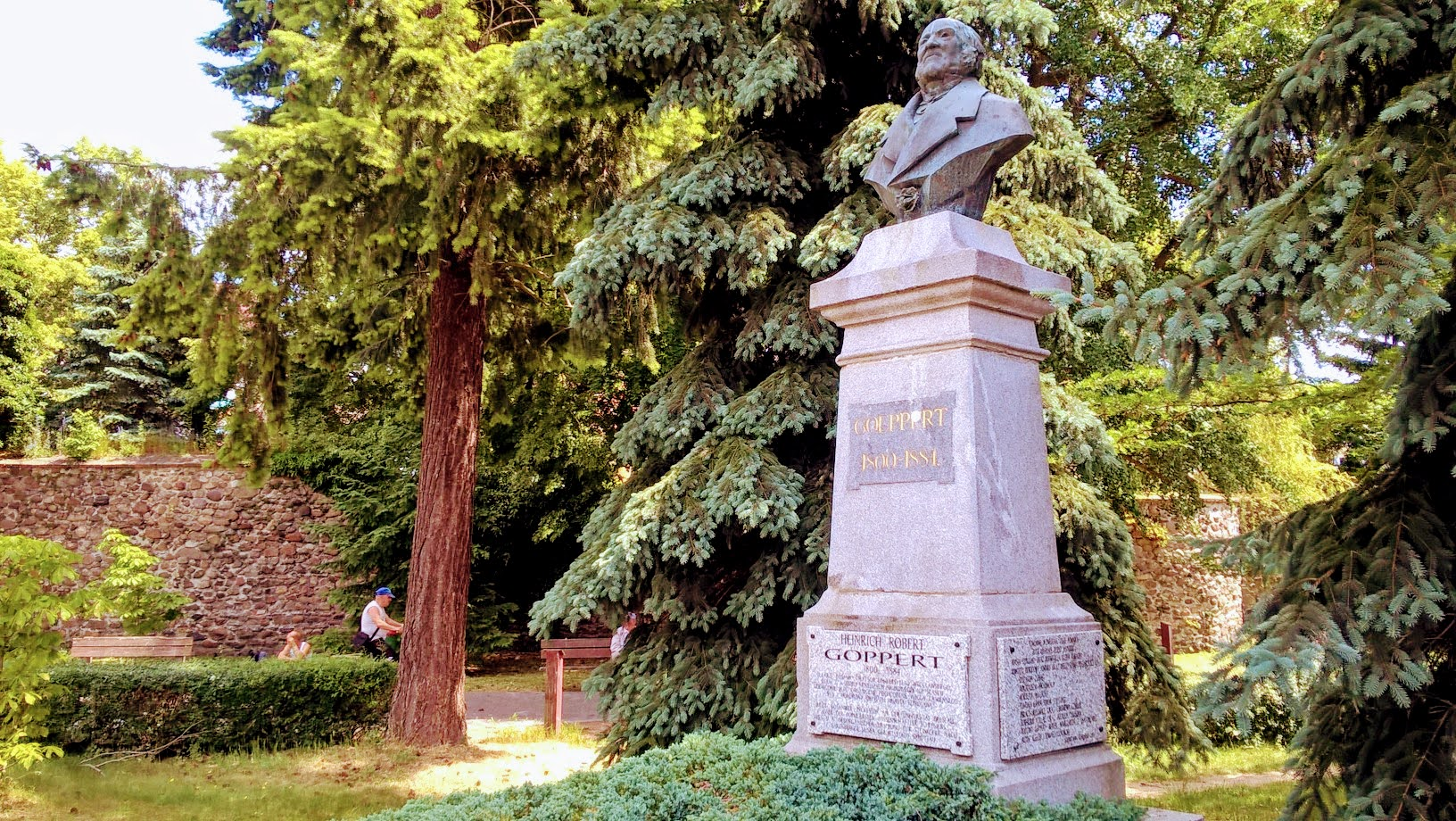
Odrestaurowany w 2015 pomnik Göpperta w Szprotawie

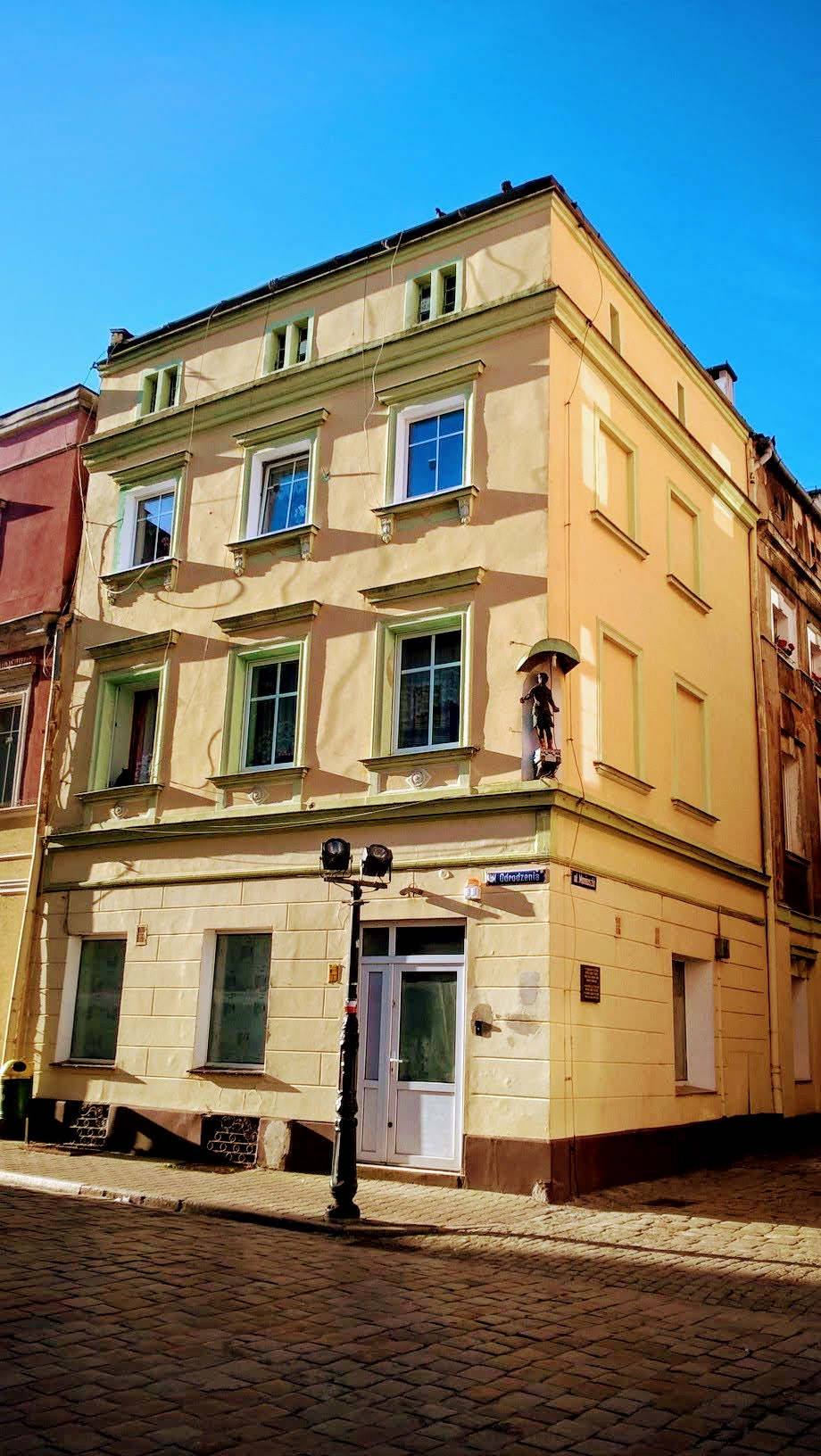
Dom rodzinny Göpperta w Szprotawie

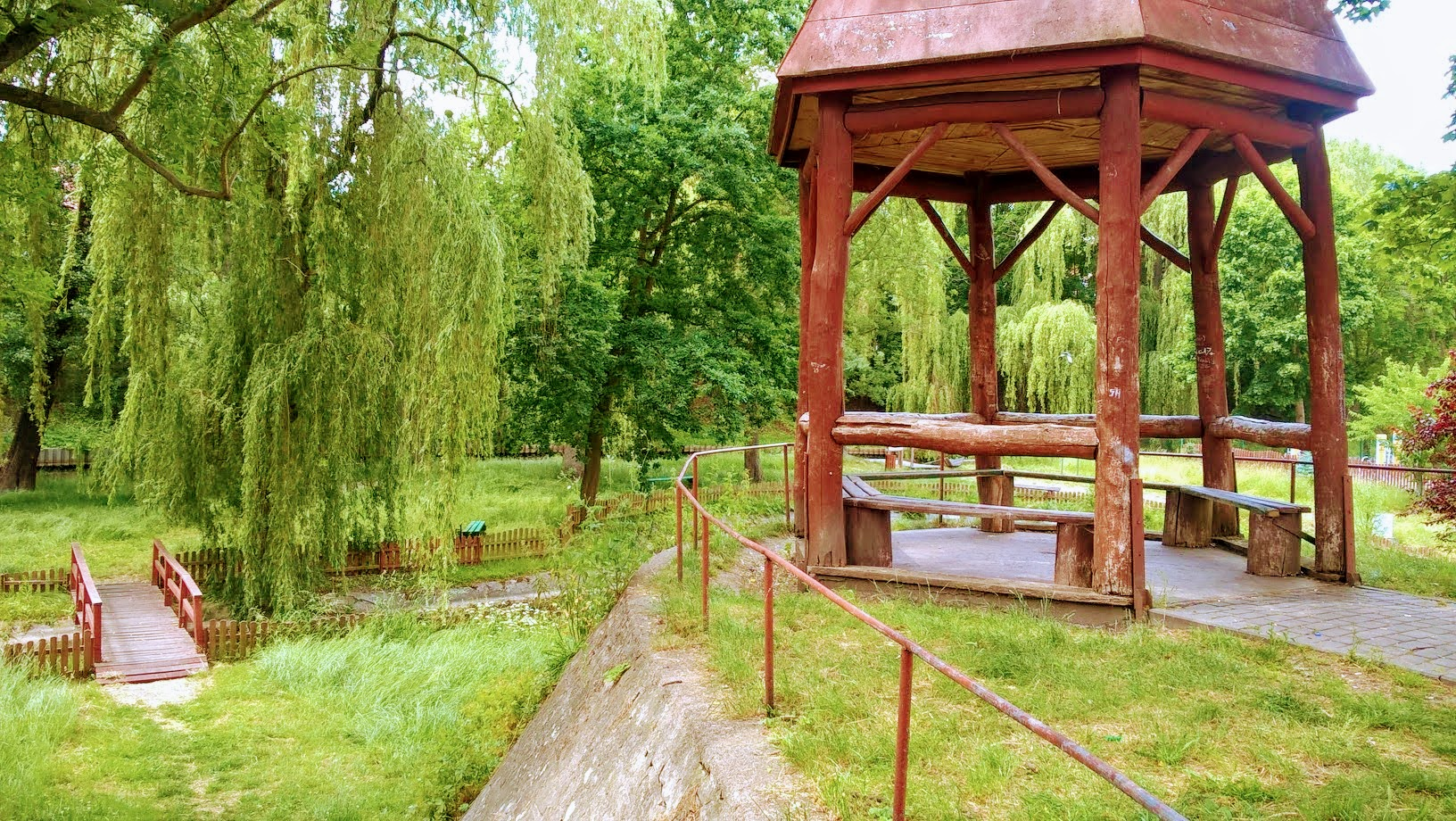
Park Göpperta w Szprotawie

Johann Heinrich Robert Göppertⓘ (ur. 25 lipca 1800 w Szprotawie, zm. 18 maja 1884 we Wrocławiu) – niemiecki botanik, paleontolog, lekarz i profesor uniwersytecki. Ojciec profesora prawa Heinricha Roberta Göpperta, pradziadek laureatki nagrody Nobla z fizyki, Marii Göppert-Mayer.

## Życiorys
Göppert pochodził ze starego rodu śląskich farmaceutów, mających apteki w Nysie i Szprotawie. W rodzinnej Szprotawie i Nysie uczęszczał najpierw do szkół aptekarskich, potem uczył się w gimnazjum w Głogowie (1812–1813), a następnie (do 1816 roku) w katolickim Gimnazjum św. Macieja we Wrocławiu, by po przerwie spędzonej na praktykę aptekarską zdać maturę (1821) w gimnazjum w Nysie. W latach 1821–1824 studiował na Uniwersytecie Wrocławskim medycynę i botanikę (u prof. Ludolfa Ch. Treviranusa), a w roku akademickim 1824/1825 na Uniwersytecie Berlińskim, uzyskując tam w 1825 roku uprawnienia zawodowe lekarza oraz doktorat z medycyny i chirurgii na podstawie rozprawy Nonnulla de plantarum nutritione (poświęconej fizjologii roślin). W 1826 roku osiadł na stałe we Wrocławiu, będąc lekarzem ogólnym, chirurgiem, okulistą i nauczycielem w Szkole Chirurgicznej we Wrocławiu. W 1827 roku habilitował się z medycyny i botaniki, otrzymując tytuł prywatnego docenta i stanowisko asystenta prof. Treviranusa w Ogrodzie Botanicznym Uniwersytetu Wrocławskiego. W 1831 roku został profesorem nadzwyczajnym medycyny i kuratorem Ogrodu Botanicznego. W 1839 roku został profesorem zwyczajnym medycyny, a w 1852 roku dyrektorem uniwersyteckiego Ogrodu Botanicznego. W roku akademickim 1846/1847 został wybrany rektorem Uniwersytetu Wrocławskiego, dwukrotnie też pełnił funkcję dziekana Wydziału Medycznego i przez rok Wydziału Filozoficznego. Na uniwersytecie wykładał przedmioty medyczne oraz botaniczne: fizjologię, systematykę i geografię roślin. Przez pewien czas uprawiał jeszcze zawód lekarza i do końca życia szkolił młodych farmaceutów. Od 1846 roku aż do śmierci był prezydentem Śląskiego Towarzystwa Kultury Ojczyźnianej (Schlesische Gesellschaft für vaterländische Kultur), które za jego kierownictwa pełniło funkcję lokalnej akademii nauk.
Był autorem 245 publikacji naukowych z zakresu paleobotaniki, anatomii i fizjologii roślin, zwłaszcza drzew. Uznanie świata nauki zyskał po raz pierwszy w 1827 roku dzięki pionierskiej pracy o wpływie trucizn na żywy organizm roślinny, za którą otrzymał habilitację. Roślinami kopalnymi zainteresował się w 1833 roku studiując prace o faunie kopalnej. W 1837 roku zainteresował się florą trzeciorzędową w bursztynie, z którego opisał 163 gatunki roślin kopalnych z różnych zakątków świata. Był tak dalece dociekliwy w swych badaniach, że w 1840 roku wykrył komórki roślinne w preparatach mikroskopowych z węgla kamiennego, rozstrzygając długotrwałą debatę na temat pochodzenia węgla, dzięki czemu jest uznawany za jednego z ojców paleobotaniki. W pracy badawczej wykorzystywał dagerotypy do dokumentowania obserwacji roślin kopalnych już od 1839 roku, a więc od początku  pojawienia się tej techniki obrazowania na rynku komercyjnym. Na Uniwersytecie Wrocławskim ustanowił farmację jako samodzielny przedmiot, z której egzamin studenci zdawali na miejscu, a praktykę odbywali w aptece uczelnianej.
Zgromadził olbrzymie kolekcje przyrodnicze (w 1868 roku kolekcja tylko roślin kopalnych liczyła 11.000 zaetykietowanych okazów), m.in. skamielin roślinnych zachowanych w węglu kamiennym (m.in. sygilarie o długości 5–6 m), które pozyskiwał dzięki wieloletniej współpracy z wieloma dyrekcjami kopalń dolno- i górnośląskich oraz ostrawsko-karwińskich. Zbiory Göpperta trafiły w większości do Muzeum Mineralogicznego i Muzeum Botanicznego we Wrocławiu. Pokaźna kolekcja inkluzji bursztynowych została zakupiona przez Zachodniopruskie Muzeum Prowincjalne (Westpreußisches Provinzial-Museum) w Gdańsku, specjalizujące się w bursztynie. Pod koniec życia profesora liczba różnych odmian roślin uprawianych w Ogrodzie Botanicznym przekroczyła 12.000, czyli wynosiła więcej niż dzisiaj. Biblioteka fachowa uczonego liczyła przeszło 7000 dzieł naukowych.
Był dwukrotnie żonaty: z Marią z domu Remer (1830), wkrótce zmarłą bezdzietnie, oraz z jej siostrą Wilhelminą (1835), z którą miał troje dzieci (Marię, Heinricha Roberta i Emmi).
Cieszył się powszechnym szacunkiem i poważaniem wśród wrocławian i mieszkańców Śląska, a wśród ludzi nauki, kultury i przemysłu także daleko poza Śląskiem, m.in. leśnicy, sadownicy i ogrodnicy opiekujący się parkami stosowali się do jego praktycznych porad dotyczących przycinania i wycinki drzew, a geologom i górnikom celnie wskazywał najbardziej opłacalne do eksploatacji złoża węgla na podstawie analizy składu roślinnego przysłanych mu próbek węgla z drążonych szybów i chodników kopalnianych. W 1846 roku zapoczątkował na Śląsku ochronę zabytkowych drzew, uświadamiając leśnikom konieczność pozostawiania sędziwych okazów w uprawach. Już jako młody lekarz zyskał szacunek wrocławian w czasie epidemii cholery w 1831 roku, kiedy z wielkim poświęceniem zajmował się leczeniem i opieką nad chorymi. Dzięki niemu wrocławski Ogród Botaniczny był pierwszym na świecie ogrodem naukowym otwartym bez ograniczeń nie tylko dla uczonych i studentów, ale również dla szerokiej publiczności we wszystkie dni powszednie. W tym celu kazał rozbudować trzy szklarnie i postawić kolejną, dostosował układ uprawianych roślin do potrzeb dydaktycznych, zaopatrując wszystkie taksony w tabliczki informujące o nazwie, pochodzeniu geograficznym i walorach użytkowych. Stworzył też ewenement w skali światowej – naturalnej wielkości profil geologiczny, obrazujący układ warstw skalnych w Dolnośląskim Zagłębiu Węglowym. Opracował i wydał drukiem pierwszy przewodnik po wrocławskim Ogrodzie Botanicznym (wyd. 1, 1857; wyd. 9 poszerz., 1883). Dla zgromadzonych kolekcji utworzył w 1854 roku Muzeum Botaniczne, a w 1872 roku Muzeum Ogrodu Botanicznego, dla  których nowy gmach otwarto cztery lata po jego śmierci (1888; dzisiejszy budynek Instytutu Biologii Środowiskowej UWr.). Skutecznie zabiegał o utworzenie wielu kompleksów zieleni urządzonej we Wrocławiu, będąc m.in. jednym z inicjatorów założenia Promenady Staromiejskiej na terenach koło Fosy Miejskiej. Był jednym z założycieli (1841) Śląskiego Towarzystwa Leśnego (Schlesischer Forstverein). Miał też swój udział w utworzeniu Śląskiego Muzeum Sztuk Pięknych, poprzednika Muzeum Narodowego we Wrocławiu.
„Stary Göppert“, nazywany też „Śląskim Aleksandrem Humboldtem“, został pochowany na nieistniejącym obecnie wrocławskim cmentarzu katolickim św. Wawrzyńca (starszym, przy ulicy Piwnej). O jego śmierci powiadomiły wszystkie liczące się tytuły prasowe w Niemczech i najważniejsze gazety europejskie, a liczne wspomnienia i biografie napisali jego koledzy – wybitni uczeni z wielu ośrodków naukowych.

### Wyróżnienia i nagrody[1]
- 1849 – złoty medal Holenderskiego Towarzystwa Naukowego w Haarlem za dzieło Monographie der fossilen Coniferen[8]
- 1851 – doktor honoris causa Wydziału Filozoficznego Uniwersytetu w Gießen
- 1854 – członek korespondent Bawarskiej Akademii Nauk
- 1855 – tytuł Tajnego Radcy Medycznego, nadany przez króla Prus Fryderyka Wilhelma IV[6]
- przed 1860 – członek honorowy Towarzystwa Przyrodniczego w Bambergu
- 1861 - członek zagraniczny Królewskiej Holenderskiej Akademii Sztuk i Nauk[9].
- 1863 – honorowe obywatelstwo Szprotawy[6]
- 1867 – złoty medal na Wystawie Światowej w Paryżu za cykl fotografii prezentujących strukturę węgla kamiennego
- 1875 – honorowe obywatelstwo Wrocławia; honorowe członkostwo Towarzystwa Przyrodniczego w Gdańsku (członek od 1836)
- 1880 – Medal Cotheniusa[10], przyznawany przez Niemiecką Akademię Przyrodników Leopoldina (członek od 1830)
- 1883 – prestiżowy brytyjski Medal Murchisona, przyznawany przez Londyńskie Towarzystwo Geologiczne.

### Odznaczenia[1]
- pruski Order Królewski Korony II Klasy z Gwiazdą
- pruski Order Orła Czerwonego II Klasy z Liśćmi Dębu
- rosyjski Order Świętej Anny II Klasy
- bawarski Krzyż Kawalerski I Klasy Orderu Zasługi Świętego Michała
- brazylijski Cesarski Order Róży
- szwedzki Królewski Order Gwiazdy Polarnej.

### Upamiętnienie
Jego imię nosiła obecna ulica Kanonia we Wrocławiu (do 1945 roku). W sali posiedzeń Śląskiego Towarzystwa Kultury Ojczyźnianej ustawiono marmurowe popiersie Göpperta z okazji 25-lecia jego prezydentury (1871). Z okazji 50. rocznicy doktoratu (1875) władze miasta utworzyły kosztem 24.000 marek na jego cześć Gaj Göpperta (Göppert-Hain) w Parku Szczytnickim. Niemal natychmiast po pogrzebie Göpperta powołano komitet budowy monumentu ku jego czci. Pomnik z popiersiem uczonego (autorstwa Fritza Schapera) odsłonięto w trzecią rocznicę śmierci 18 maja 1887 roku, w północnej części Promenady Staromiejskiej (dziś Park Juliusza Słowackiego), o której założenie zabiegał (postument bez podpisu istnieje nadal). Kopię popiersia Schapera umieszczono w holu gmachu Muzeum Botanicznego, otwartego w 1888 roku. Nowy pomnik Göpperta (autorstwa rzeźbiarzy Stanisława i Michała Wysockich), wzorowany na stojącym dawniej na Promenadzie Staromiejskiej, z nowym postumentem, odsłonięto 1 października 2014 roku we wrocławskim Ogrodzie Botanicznym.
Od 1 lipca 1900 roku botanik swój pomnik posiada także w rodzinnej Szprotawie. Po II wojnie światowej cokół wraz z popiersiem zaginęły. W dniu 12 czerwca 2015 roku na odzyskanym cokole dokonano uroczystej odsłony zrekonstruowanego popiersia.
W Szprotawie zachował się także dom rodzinny Göppertów, w którym przyszły botanik spędził najmłodsze lata życia. Jego naukowe zainteresowania dotyczą także ziemi szprotawskiej. W wydanej w 1844 Flora of Schlesien i innych publikacjach Göppert opisuje wyjątkowe okazy roślinności, jakie posiada Rezerwat przyrody Buczyna Szprotawska. Pod wsią Witków odkrył stanowisko ze skamieniałościami historycznych zwierząt. Pracą naukowca z zupełnie innej dziedziny jest opisanie uderzenia pioruna w Szprotawie w sierpniu 1850 i jego następstw.
Upamiętniony został w nazwie rodzaju Goeppertia z rodziny marantowatych.

## Publikacje[1]
- Nonnulla de plantarum nutritione (1825, rozprawa doktorska)
- De acidi hydrocyanici vi in plantas commentatio (1827, rozprawa habilitacyjna)
- Ueber die Wärmeentwickelung in den Pflanzen, deren Gefrieren und die Schutzmittel gegen dasselbe (1830)
- Ueber Wärmeentwickelung in der lebenden Pflanze (1832)
- Die fossilen Farnkräuter (1836)
- De floribus in statu fossili (1837)
- De coniferarum structura anatomica (1841)
- Die Gattungen der fossilen Pflanzen, verglichen mit denen der Jetztzeit (1841–1842)
- Beobachtungen über das sogenannte Überwallen der Tannenstöcke (1842)
- Der Bernstein und die in ihm befindlichen Pflanzenreste der Vorwelt (z Georgiem Carlem Berendtem, 1845)
- Abhandlungen über die Entstehung der Steinkohlenlager aus Pflanzen (1848)
- Abhandlung über die Beschaffenheit der fossilen Flora in verschiedenen Steinkohlenablagerungen eines und desselben Reviers (1849)
- Monographie der fossilen Koniferen, verglichen mit denen der Jetztwelt (1850)
- Beiträge zur Tertiärflora Schlesiens (1852)
- Die Tertiärflora von Schoßnitz in Schlesien (1855)
- Die Tertiärflora auf der Insel Java (1855)
- Über die fossile Flora der silurischen, der devonischen und der untern Kohlenformation (1860)
- Die fossile Flora der permischen Formation (1864–1865)
- Über Aphyllostachys, eine neue fossile Pflanzengattung, sowie über das Verhältnis der fossilen Flora zu Darwins Transmutationstheorie (1866)
- Die Strukturverhältnisse der Steinkohle (1867)
- Skizzen zur Kenntnis der Urwälder Schlesiens und Böhmens (1868)
- Über Inschriften und Zeichen in lebenden Bäumen (1869)
- Über die Riefen des Pflanzenreichs (1869)
- Über die innern Vorgänge beim Veredeln der Bäume und Sträucher (1874)
- Über das Gefrieren (1883)
- Die Flora des Bernsteins (z Antonem Menge i Hugonem Conwentzem 1883, 2 tomy)
- Der Hausschwamm (1885)